# Zandjan
Zandjan (en persan : زنجان, Zanjân) est la capitale de la province de Zandjan dans le nord-ouest de l'Iran. La ville est située à 298 km au nord-ouest de Téhéran sur l'autoroute principale menant à Tabriz et en Turquie.
Zandjan possède de nombreux sites d'intérêt culturel et historique (voir l'article sur la province). On y trouve quelques écoles parmi les meilleures d'Iran.

## Personnalités liées
- Hekuma Billuri (1926-2000), écrivaine et poétesse azerbaïdjanaise, y est née
- Amir Hatami (1965-), ministre iranien de la Défense y est né
- Majid Shahriari (1966-2010), ingénieur iranien y est né
- Narges Mohammadi (1972-), militante iranienne pour les droits de l'homme y est née.
- Mohammad Ezodin Hosseini Zanjani (1921-2013), Ayatollah iranien y est né